# Macrotyphula juncea
Macrotyphula juncea es una especie de hongos Agaricales, perteneciente a la familia Typhulaceae.

## Características
Esta especie se distribuye por Estados Unidos y Europa, no es comestible, su color puede ser amarillento, grisáceo o beige, su tamaño no sobrepasa los 5 cm, su crecimiento se desarrolla en las hojarascas y en madera podrida de los bosques, las esporas son de color blancuzco.